# Ołeksandr Tesłenko
Ołeksandr Kostiantynowycz Tesłenko, ukr. Олександр Костянтинович Тесленко (ur. 22 grudnia 1948 w Doniecku, zm. 10 czerwca 1990 w Irpieniu) – ukraiński pisarz fantasta, lekarz. Syn pisarza Kostiantyna Tesłenki i pisarki Marii Lisowskiej.

## Życiorys
Ołeksandr Tesłenko urodził się w Doniecku w rodzinie filologów i pisarzy. Po ukończeniu szkoły w 1966  wstąpił na Uniwersytet Doniecki. Jesienią tego roku poprosił Wasyla Hołoborod´ka, który uczył się na drugim roku, o przeczytanie książki Iwana Dziuby «Internacjonalizm czy rusyfikacja?». W styczniu 1967 wskutek donosu razem z Wasylem został wykluczony z komsomołu i wydalony z uczelni. Potem pracował w kombinacie obróbki drewna, a następnie jako sanitariusz w klinice chirurgicznej. Po ukończeniu Kijowskiego Instytutu Medycznego w 1975 roku został anestezjologiem w Instytuсie Chirurgii Sercowo-Naczyniowej pod kierownictwem Mykoły Amosowa. W tym okresie często odwiedzał rodzinę Stusów. Znał się na ślusarstwie, stolarstwie i urządzeniach elektrycznych. Naprawiał stare maszyny do szycia, żelazka, telewizory i kominki. Potrafił też szyć ubrania.
Od 1978 r. pracował jako redaktor naczelny działu prozy czasopisma «Dnipro». W 1985 roku został literatem zawodowym. Był sekretarzem komisji Narodowego Związku Pisarzy Ukrainy w sprawach literatury przygodowej i fantastycznej. Tesłenko kierował społecznie działem fantastyki w czasopiśmie «Nauka i społeczeństwo». Uczestniczył w spotkaniu Klubu miłośników fantastyki (1988, Kijów) oraz w III seminarium WTO MPF «Borysfen-88» (1988, Dniepropetrowsk). 
W 1979 roku, po opublikowaniu pierwszej książki «Pozwól mi się narodzić», został przyjęty do Narodowego Związku Pisarzy Ukrainy.
W 1986 roku z pierwszych dni katastrofy w Czarnobylu Tesłenko jako kapitan wojskowej służby medycznej brał udział w likwidacji skutków awarii. To właśnie on ruszył pieszo na poszukiwanie miejsca dla pierwszego szpitala wojskowego i znalazł je w pobliżu wsi Steszczyna. Przez to miał ciężką formę choroby popromiennej. Zmarł 10 czerwca 1990 roku w Irpieniu. Został pochowany w Kijowie na Cmentarzu Bajkowa (działka Nr 33).
Po śmierci Ołeksandra Tesłenki jego żona Ida razem z synem — również Ołeksandrem — wyemigrowała do Londynu.

## Twórczość
Tesłenko pisał wiersze jeszcze w szkole, zadebiutował lirycznym wyborem w almanachu «Żagle». Jako student zaczął pisać prozę, swoje pierwsze opowiadanie opublikował w 1971 roku. Potem długo milczał. W tym czasie dużo pracował, kręcił amatorskie filmy, a nawet próbował ekranizować własne utwory. Uczył się języka węgierskiego, tłumaczył utwory moskiewskich pisarzy fantastów.
Znaczna część spuścizny Ołeksandra Tesłenki poświęcona jest wyimaginowanemu ciału niebieskiemu Inkanie — planecie 142. sztucznej metakaskady gwiezdnej, zbudowanej w 2860 roku przez głównego projektanta Iwana Czapoła. Odległość do Ziemi wynosiła 527 milionów kilometrów, a do Słońca — 417 milionów kilometrów. W tym czasie ludzkość, oprócz Inkany, zbudowała kilka innych sztucznych planet, takich jak sąsiednia Weriana. Planetę oświetlały wystrzeliwane codziennie rakiety słoneczne. Średnia długość życia ludzi i cyberów w tym czasie wynosiła dwa stulecia. Ziemia stała się ogromnym muzeum, w którym żyło i pracowało siedem miliardów ludzi i biocyberów. To muzeum miało na celu zachowanie dla potomnych informacji o tym, jak wcześniej żyli ludzie.
Po śmierci pisarza pozostała w rękopisie niedokończona powieść o symbolicznym tytule „Jak spotkać się z Bogiem?”.

## Utwory

### Książki
- Дозвольте народитися (1979, opowiadania fantastyczne i powieść) — «Pozwólcie mi się narodzić»
- Кут паралельності (1982, opowiadania fantastyczne i powieść) — «Kąt równoległości»
- Корида (1983, opowiadania fantastyczne i powieść) — «Koryda»
- Викривлений простір (1985, opowiadania fantastyczne i powieść) — «Przestrzeń wykrzywiona»
- Дьондюранг (1987, powieść i opowiadania fantastyczne) — «Diond'urang»
- Кам'яне яйце (1988, opowiadania i powieści fantastyczne) — «Kamienne jajko»
- Шалата дика (1989, opowiadania) — «Dzika sałata»
- Як зустрітися з Богом? (199?, powieść) — «Jak spotkać się z Bogiem?»

### Powieści
- Дьондюранг (1979) — «D'ond'urang»
- Танець діліаків (1982) — «Taniec Dilijaków»
- Дощ (1982) — «Deszcz»
- Кут паралельності (1982) — «Kąt równoległości»
- Випробування добром (1982) — «Próba dobrem»
- Світячи іншим… (1983) — «Świecąc dla innych...»
- Діти Ніколіана (1983) — «Dzieci Nikoliana»
- Корида (1983) — «Koryda»
- Викривлений простір (1985) — «Przestrzeń wykrzywiona»
- Крокодил не хотів літати (1988) — «Krokodyl nie chciał latać»
- Модель абсолютно чорного тіла (1988) — «Model absolutnie czarnego ciała»
- Кам'яне яйце (1988) — «Kamienne jajko»
- Генерал передчуває (1988) — «Generał przeczuwa»
- Пилосос історії (1989) — «Odkurzacz historii»
- Решта залежить від нашої уяви (1989) — «Reszta zależy od naszej wyobraźni»
- Кольорові сни ідіота (1989) — «Kolorowe sny idioty»
- Як зустрітися з Богом? (1989) — «Jak spotkać się z Bogiem?»

### Kompilacja zbiorów
- 1981 – Пригоди, подорожі, фантастика – 81 — «Prygody, podróże, fantastyka – 81»
- 1986 – Пригоди, подорожі, фантастика – 86 — «Prygody, podróże, fantastyka – 86»
- 1990 – Сучасне фантастичне оповідання — «Współczesne opowidanie fantastyczne»

## Źródła
- Николай Мухортов. «Киберы планеты Инкана» (О творчестве А. Тесленко) // Друг Читача (Киев), 1988, № 21 – с.
- Николай Славинский. «Творец Инканы» : [Статья об Александре Тесленко] // Особый контроль. – М.: Молодая гвардия, 1992 – с.425-430